# Лук Алексея
Лук Алексея (лат. Allium alexeianum) — многолетнее травянистое растение, вид рода Лук (Allium) семейства Луковые (Alliaceae). 

## Этимология
Вид назван в честь Алексея Павловича Федченко (1844—1873) — российского биолога, географа и путешественника, исследователя Средней Азии.

## Распространение и экология
В природе ареал вида охватывает Памиро-Алай. Эндемик.
Произрастает на щебнистых и каменистых склонах среднего и верхнего пояса гор.

## Ботаническое описание
Луковицы почти шаровидные, диаметром 1,5—2 см; наружные оболочки черноватые, бумагообразные. Стебель толстый, высотой 10—20 см, до половины погружен в землю, короче листьев.
Листья в числе одного—трёх, шириной 2—5 мм, ланцетные, продолговатые или эллиптические.
Чехол в два—три раза короче зонтика, коротко заострённый. Зонтик полушаровидный или, реже, шаровидный, многоцветковый. Цветоножки в два—пять раз длиннее околоцветника, неравные, при основании без прицветников. Листочки почти звёздчатого околоцветника розовые, с пурпурной жилкой, линейно-ланцетные, острые, жёсткие, после цветения вверх торчащие, длиной 7—8 мм. Нити тычинок немного или почти в полтора раза короче листочков околоцветника, при основании между собой и с околоцветником сросшиеся, наружные шиловидные, внутренние в полтора раза шире, треугольно-шиловидные.
Коробочка почти в два раза короче околоцветника.

## Таксономия
Вид Лук Алексея входит в род Лук (Allium) семейства Луковые (Alliaceae) порядка Спаржецветные (Asparagales).
|  |                                      |  |                                                             |                                                             |                   |  | ещё 24 семейства (согласно Системе APG II) | ещё 24 семейства (согласно Системе APG II) |                     |  |  |  | ещё более 870 видов |
|  |                                      |  |                                                             |                                                             |                   |  | ещё 24 семейства (согласно Системе APG II) | ещё 24 семейства (согласно Системе APG II) |                     |  |  |  | ещё более 870 видов |
|  |                                      |  |                                                             | порядок Спаржецветные                                       |                   |  |                                            |                                            | род Лук             |  |  |  |                     |
|  |                                      |  |                                                             | порядок Спаржецветные                                       |                   |  |                                            |                                            | род Лук             |  |  |  |                     |
|  | отдел Цветковые, или Покрытосеменные |  |                                                             |                                                             | семейство Луковые |  |                                            |                                            | вид Лук Алексея     |  |  |  |                     |
|  | отдел Цветковые, или Покрытосеменные |  |                                                             |                                                             | семейство Луковые |  |                                            |                                            |                     |  |  |  |                     |
|  |                                      |  | ещё 44 порядка цветковых растений (согласно Системе APG II) | ещё 44 порядка цветковых растений (согласно Системе APG II) |                   |  |                                            | ещё около 300 родов                        | ещё около 300 родов |  |  |  |                     |
|  |                                      |  |                                                             | ещё 44 порядка цветковых растений (согласно Системе APG II) |                   |  |                                            |                                            | ещё около 300 родов |  |  |  |                     |